# 法明頓鎮區 (北卡羅萊納州戴維縣)
法明頓鎮區（英語：Farmington Township）是位於美國北卡羅萊納州戴維縣的一個鎮區。

## 地方資料
法明頓鎮區的面積為133.90平方千米，皆為陸地。根據2020年美國人口普查的數據，當地共有人口12409人，而人口密度為每平方千米92.67人。